# Suki to Iwasetai
"Suki to Iwasetai" (好きと言わせたい, Diga que me ama) é o single japonês de estreia do girl group nipo-sul-coreano, formado através do reality show da Mnet, Produce 48 em 2018. Foi lançado em 6 de fevereiro pela EMI Records no Japão.

## Videoclipe
O videoclipe da canção foi lançada em 25 de janeiro de 2019, sendo dirigido por Kazuma Ikeda. O videoclipe alcançou mais de 1.7 milhões de visualizações no primeiro dia de lançamento no YouTube. O videoclipe teve mais de 5 milhões de visualizações dentro de 6 dias de lançamento.

## Performance comercial
"Suki to Iwasetai" alcançou a primeira posição no Oricon Daily Singles Chart em seu primeiro dia vendendo mais de 193,469 exemplares físicos e quebrando o recorde de TWICE pelas maiores vendagens de um girl group de K-Pop no Japão em seu primeiro dia. Digitalmente, o single ocupou a segunda posição vendendo 2,276 cópias.

## Lista de faixas
Lançamentos físicos incluem DVD's com videoclipes para a faixa-título e uma B-side
Todas as letras escritas por Yasushi Akimoto.
| Type A         |                                       |                    |                                      |         |  |
| N.º            | Título                                | Música             | Arranjo                              | Duração |  |
| 1.             | "Suki to Iwasetai (好きと言わせたい)" | CHOCOLATE MIX      | APAZZI                               | 4:01    |  |
| 2.             | "Kenchanayo (ケンチャナヨ)"           | no_my              | no_my                                | 4:19    |  |
| 3.             | "Gokigen Sayonara (ご機嫌サヨナラ)"   | Toshihiko Watanabe | Toshihiko Watanabe Hirotaka Hayakawa | 4:25    |  |
| Duração total: | Duração total:                        | Duração total:     | Duração total:                       | 12:45   |  |

| Type A – Edição física |                                     |                    |                                      |         |  |
| N.º                    | Título                              | Música             | Produtor(es)                         | Duração |  |
| 1.                     | "Suki to Iwasetai (off vocal ver.)" | CHOCOLATE MIX      | APAZZI                               | 4:02    |  |
| 2.                     | "Kenchanayo (off vocal ver.)"       | no_my              | no_my                                | 4:18    |  |
| 3.                     | "Gokigen Sayonara (off vocal ver.)" | Toshihiko Watanabe | Toshihiko Watanabe Hirotaka Hayakawa | 4:23    |  |
| Duração total:         | Duração total:                      | Duração total:     | Duração total:                       | 12:43   |  |

| Type A – DVD |                                |              |         |  |
| N.º          | Título                         | Diretor(es)  | Duração |  |
| 1.           | "Suki to Iwasetai Music Video" | Kazuma Ikeda |         |  |
| 2.           | "Gokigen Sayonara Music Video" | EPOCH        |         |  |

| Type B         |                                       |                   |                   |         |  |
| N.º            | Título                                | Música            | Arranjo           | Duração |  |
| 1.             | "Suki to Iwasetai (好きと言わせたい)" | CHOCOLATE MIX     | APAZZI            | 4:01    |  |
| 2.             | "Kenchanayo (ケンチャナヨ)"           | no_my             | no_my             | 4:19    |  |
| 3.             | "Neko ni Naritai (猫になりたい)"      | Shintaro Fujiwara | Shintaro Fujiwara | 4:19    |  |
| Duração total: | Duração total:                        | Duração total:    | Duração total:    | 12:39   |  |

| Type B – Edição física |                                     |                   |                   |         |  |
| N.º                    | Título                              | Música            | Produtor(es)      | Duração |  |
| 1.                     | "Suki to Iwasetai (off vocal ver.)" | CHOCOLATE MIX     | APAZZI            | 4:02    |  |
| 2.                     | "Kenchanayo (off vocal ver.)"       | no_my             | no_my             | 4:18    |  |
| 3.                     | "Neko ni Naritai (off vocal ver.)"  | Shintaro Fujiwara | Shintaro Fujiwara | 4:16    |  |
| Duração total:         | Duração total:                      | Duração total:    | Duração total:    | 12:36   |  |

| Type B – DVD |                                |              |         |  |
| N.º          | Título                         | Diretor(es)  | Duração |  |
| 1.           | "Suki to Iwasetai Music Video" | Kazuma Ikeda |         |  |
| 2.           | "Neko ni Naritai Music Video"  | bait         |         |  |

| Edição WI*ZONE |                                                |                |                |         |  |
| N.º            | Título                                         | Música         | Arranjo        | Duração |  |
| 1.             | "Suki to Iwasetai (好きと言わせたい)"          | CHOCOLATE MIX  | APAZZI         | 4:01    |  |
| 2.             | "Kenchanayo (ケンチャナヨ)"                    | no_my          | no_my          | 4:19    |  |
| 3.             | "Dance wo Omoidasumade (ダンスを思い出すまで)" | Yurika Ohishi  | Yurika Ohishi  | 4:34    |  |
| Duração total: | Duração total:                                 | Duração total: | Duração total: | 12:54   |  |

| Edição WI*ZONE – Edição física |                                     |               |               |         |  |
| N.º                            | Título                              | Música        | Produtor(es)  | Duração |  |
| 1.                             | "Suki to Iwasetai (off vocal ver.)" | CHOCOLATE MIX | APAZZI        | 4:02    |  |
| 2.                             | "Kenchanayo (off vocal ver.)"       | no_my         | no_my         | 4:18    |  |
| 3.                             | "Neko ni Naritai (off vocal ver.)"  | Yurika Ohishi | Yurika Ohishi |         |  |

## Desempenho comercial

### Posições
| Tabela Musical (2019) | Melhor posição |
| --------------------- | -------------- |
| Japão (Japan Hot 100) | 2              |
| Japão (Oricon)        | 2              |

| Tabela musical (2019) | Posição |
| --------------------- | ------- |
| Japão Oricon          | 4       |

## Vendas e Certificações
| Região                                              | Certificação | Vendas  |
| --------------------------------------------------- | ------------ | ------- |
| Japão (RIAJ)                                        | Platina      | 250,000 |
| *números de vendas baseados somente na certificação |              |         |